# Babel
Babel (hebreo: בבל Babel, griego: Βαβέλ) es el nombre hebreo bíblico por el que se conoce y se describe a la ciudad de Babilonia. De acuerdo con el Génesis, se trata de la primera de las cuatro ciudades originales del reino fundado por Nemrod, el poderoso cazador delante de Yahweh. Según esta misma narración, estaba situada en una llanura en la tierra de Sinar donde se llevó a cabo un intento infructuoso de erigir una torre de altura suficiente para alcanzar el cielo: la célebre torre de Babel.

## Toponimia
De acuerdo con el relato bíblico, el nombre de la ciudad deriva del verbo hebreo balbál («confundir»), puesto que allí sería donde Yahweh confundiera las lenguas de los hombres., es comúnmente aceptada entre las numerosas etimologías populares.

Fue llamado el nombre de ella Babel, porque allí confundió Yahveh el lenguaje de toda la tierra.
 Génesis 11;9

Fuera el ámbito bíblico, el nombre deriva probablemente del acadio Bab-il, il sería un cognado para Ēl, y literalmente significaría «Puerta de Ēl» o «Puerta de Dios», traducción a su vez del nombre original sumerio de Babilonia: Ka-dingirra(k).

## Historia
Los supervivientes del Diluvio universal, a fin de «hacerse célebres» y «evitar ser dispersados» sobre la superficie de la Tierra iniciaron la construcción de una torre que «llegara hasta el Cielo». Puesto que al trabajar todos los hombres juntos en un mismo fin haría que consiguiesen todo aquello que se propusiesen, Yahweh decidió confundir sus lenguas (es decir, crear los distintos idiomas) para que ya no se entendieran entre sí y no pudieran seguir colaborando.
En el libro de Jeremías se habla del rey Sesac (ששך, Sheshakh), que se identifica generalmente como una codificación atbash para no nombrar Babilonia (בבל, Babel) por su nombre, a fin de evitar problemas políticos.
Babilonia aparece también largamente mencionada en el Libro de Isaías y en el Apocalipsis, identificada como fuente de lascivia y soberbia, llegando a ser descrita como «La Gran Ramera».